# トラックくん

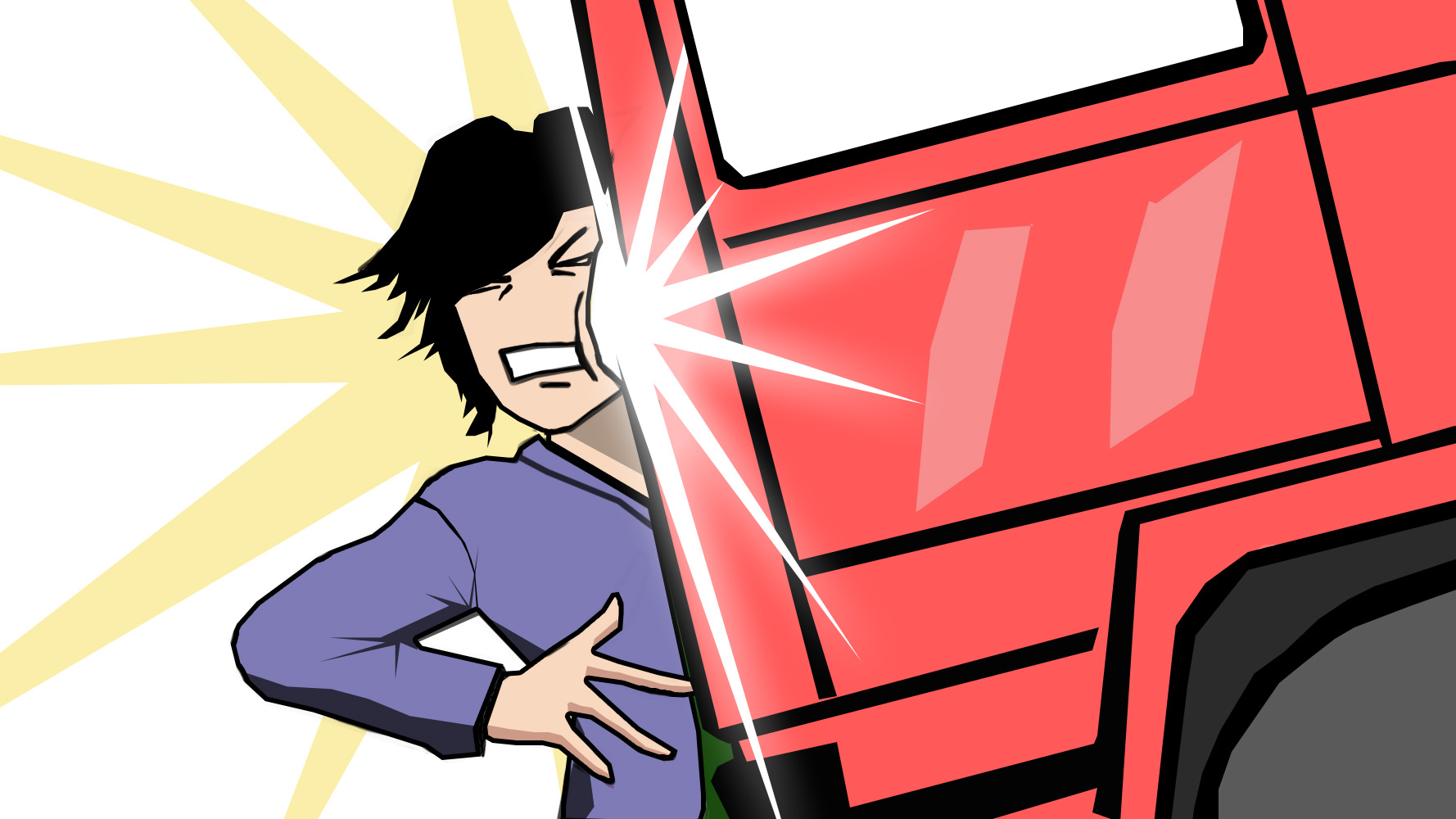
「異世界転生」と呼ばれるジャンルの作品では、トラックに轢かれて死ぬことが新しい世界に送られることのきっかけになることが多い。

トラックくんは、登場人物が異世界に送り込まれる「異世界転生」と呼ばれるジャンル作品におけるプロットデバイスを揶揄したインターネット・ミームである。「異世界転生」ジャンルでは、主人公が死亡した後に異世界で転生することが多いのだが、その直接の原因にトラックが使われることがある。登場人物が死んで転生する理由に「トラック」が使われている作品がいくつも見つかったことで、英語圏ではTruck-kunがミームとして広まった。つまりトラックを擬人化して、ある世界にいた人物を殺し新しい世界に転生させる職業にみたてているのである。

## 起源
この概念が英語圏で話題になった最初期の例として2015年4月14日のRedditのスレッド「Trucks in Manga – RE: Marina」（漫画におけるトラック – Re:まりな）が挙げられる。このスレッドには、瀬口たかひろの漫画『Re：まりな』から、主人公の倫之介がトラックに轢かれるページが引用された。この作品では主人公は亡くなったわけではないが、この出来事がきっかけでヒロインと結び合わされることになる。このスレッドが引き金となり、「異世界転生」ジャンルにおいて主人公がトラックに轢かれる作品の例が次々と投稿されるようになった。

## 展開
サブカルチャーの評論家は、様々な作品におけるTruck-kunの登場を挙げている。例えば『私、能力は平均値でって言ったよね!』、『無職転生 〜異世界行ったら本気だす〜』、『陰の実力者になりたくて!』、『ゾンビランドサガ』、『賢者の孫』などである。
Truck-kunはいわゆるプロットデバイスの一種だが、『この素晴らしい世界に祝福を!』ではそのバリエーションとして、主人公の佐藤和真がトラックに轢かれそうになっていた女子高生を救ったつもりが自分が轢かれてしまったと勘違いしてショック死する。実際には車はトラックではなく、ゆっくりと走るトラクターで、何の危険もなかった。
2017年にはアニメファンが「異世界転生」ジャンルの作品の主人公の死因をリストにまとめている（2018年にアップデートされた）。「交通事故（トラック）」による死は37作品で、全体の3位だった。トラックに限らず交通事故全般であれば38作品で2位となる。なお死因の1位は、「原因不明」で102作品だった。
このミームが生まれたことで、現代だけでなく過去の作品についても登場人物の死因が分析されるようになった。例えば手塚治虫のSF作品である『鉄腕アトム』でも、天馬博士の息子である飛雄がストーリーの序盤で交通事故に遭い命を落とし、それがきっかけとなって博士は息子そっくりのロボット「鉄腕アトム」をつくりだすのである。